# Будемо чекати, повертайся (фільм, 1981)
«Будемо чекати, повертайся!» (рос. «Будем ждать, возвращайся!») — український радянський телефільм 1981 року режисера Миколи Малецького.

## Сюжет
Молода дівчина Тамара Савінкова в пошуках свого призначення в житті. Часто вона робить таке, на що здатні тільки легковажні люди. Але заради своєї любові вона відмовляється від всіх всього найкращого, ніж її спокушає людина, якого вона не любить.

## В ролях
| Актор               | Роль                                                                                |
| ------------------- | ----------------------------------------------------------------------------------- |
| Лариса Кузнєцова    | Томка                                                                               |
| Олексій Ареф'єв     | Сергій, тромбоніст військового оркестру                                             |
| Петро Меркур'єв     | Савелій Петрович, диригент хору                                                     |
| Тетяна Кравченко    | Валентина, подруга Томки                                                            |
| Олена Максимова     | бабуся                                                                              |
| Анастасія Гіренкова | Люля, сестричка Томки                                                               |
| Сергій Іванов       | Шурик, тромбоніст військового оркестру, приятель Сергія, колишній однокласник Томки |
| Юрій Крітенко       | Сичов                                                                               |
| О. Баляснікова      | епізод.                                                                             |
| Євгенія Юревич      | епізод.                                                                             |
| Коля Приходько      | Ромуальд-Ромка, синок Сичова                                                        |

## Знімальна група
- Режисер-постановник: Микола Малецький
- Сценаристи: Лариса Прус, Василь Соловйов
- Оператор-постановник: Вілен Калюта
- Художник-постановник: Олексій Левченко
- Композитор: Вадим Храпачов
- Звукооператор: Богдан Міхневич
- Монтажер: Лариса Улицька
- Режисер: Анатолій Кучеренко
- Оператор: Майя Степанова
- Художник по костюмах: Світлана Побережна
- Гример: Л. Колотовкіна
- Асистенти режисера: С. Осадча, Євгенія Юревич
- Адміністративна група: Б. Циганков, В. Циба
- Майстер по світлу: Г. Котов
- Комбіновані зйомки:
- Художник: Михайло Полунін
- Оператор: Валерій Осадчий
- Асистент оператора: В. Воронов
- Редактор: Юрій Морозов
- Заслужений академічний симфонічний оркестр Українського радіо п/д Ростислава Бабича
- Директор картини: Валентина Гришокіна

## Нагороди
Приз ЦК ЛКСМУ за краще втілення молодіжної теми, диплом жюрі, приз XII республіканського кінофестивалю «Молодість-81», Київ, за кращу режисуру фільму.